# 4 Batalion Celny
4 Batalion Celny – jednostka organizacyjna formacji granicznych II Rzeczypospolitej.

## Formowanie i zmiany organizacyjne
Na podstawie rozkazu Ministra Spraw Wojskowych nr 3046/Org z dnia 24 marca 1921 w miejsce batalionów wartowniczych i batalionów etapowych utworzone zostały bataliony celne. 4 batalion celny powstał na bazie 1/III batalionu wartowniczego stacjonującego w Okręgu Generalnym „Kielce”. Etat batalionu wynosił 14 oficerów i 600 szeregowych. Podlegał Komendzie Głównej Batalionów Celnych, a pod względem politycznym Ministrowi Spraw Wewnętrznych.
Mimo że batalion był w całym tego słowa znaczeniu oddziałem wojskowym, nie wchodził on w skład pokojowego etatu armii. Uniemożliwiało to uzupełnianie z normalnego poboru rekruta. Ministerstwo Spraw Wojskowych zarówno przy ich formowaniu, jak i uzupełnianiu przydzielało mu często żołnierzy podlegających zwolnieniu, oficerów rezerwy oraz szeregowców i oficerów zakwalifikowanych przez dowództwa okręgów generalnych jako nie nadających się do dalszej służby wojskowej.  Rozkazem tajnym nr 10 z 7 października 1921 Komendant Główny Batalionów Celnych nakazał likwidację batalionów nr 14., 17. i 18. W myśl tego rozkazu 14 batalion celny miał przekazać swoją 2 kompanię do 4 batalionu celnego w Ostrowach. W dniu 28 października wszystkie kompanie rozformowywanych batalionów winny odejść do miejsc nowego przeznaczenia.
W listopadzie 1921 Ministerstwo Spraw Wewnętrznych postanowiło powołać brygady celne. Batalion wszedł w strukturę 2 Brygady Celnej. 
W połowie 1922 batalion został zluzowany przez jednostki Straży Celnej i przedyslokowany na wschodnią granicę.
Wykonując postanowienia uchwały Rady Ministrów z 23 maja 1922, Minister Spraw Wewnętrznych rozkazem z 9 listopada 1922 zmienił nazwę „Baony Celne” na „Straż Graniczna”. Wprowadził jednocześnie w formacji nową organizację wewnętrzną. 4 batalion celny przemianowany został na 4 batalion Straży Granicznej.

## Służba celna
17 maja 1921 Główna Komenda Batalionów Celnych zarządziła zmiany dyslokacyjne batalionów. 4 batalion celny miał ochraniać odcinek granicy od Kamieńska do Niezdary. Sztab batalionu rozlokowany miał być w Częstochowie.
Odcinek batalionowy podzielony był na cztery pododcinki, które obsadzały kompanie wystawiające posterunki i patrole. Posterunki wystawiano wzdłuż linii granicznej w taki sposób, by mogły się nawzajem widzieć w dzień. W tym zakresie batalion współpracował z posterunkami i patrolami Policji Państwowej. Współpraca polegała na tym, że te pierwsze wystawiały wzdłuż linii granicznej stale posterunki i patrole, natomiast policja tworzyła je w głębi strefy, poza linią graniczną. W zakresie ochrony granicy batalion podlegał staroście.
Sąsiednie bataliony
5 batalion celny w Praszce ⇔ 9 batalion celny w Oświęcimiu – VI 1921
- 43 batalion celny ⇔ ? − VIII 1922

## Kadra batalionu
Dowódcy batalionu
| stopień    | imię i nazwisko                | okres pełnienia służby | kolejne stanowisko                              |
| ---------- | ------------------------------ | ---------------------- | ----------------------------------------------- |
| mjr        | Aleksander Potrykowski         | do IV 1921             |                                                 |
| mjr        | Zygmunt Krudowski              | IV 1921 – VI 1921      | dowódca Baonu Celnego Nr 5 od I 1921 do II 1922 |
| płk        | Władysław Artur Paweł Morawski | do 13 VII 1921         | dyspozycja dowódcy OGen. „Kielce”               |
| mjr piech. | Julian Żaba                    | od 13 VII 1921         |                                                 |
| kpt        | Kiewo                          | VIII 1921 – X 1921     |                                                 |
| kpt.       | Stefan Władysław Iskierko      | wz. do 15 X 1921       |                                                 |
| ppłk       | Józef Reutt                    | 15 X 1921 – X 1922     |                                                 |

## Struktura organizacyjna
| Ordre de bataille 4 batalionu celnego w Sosnowicach na dzień 1 czerwca 1921 | Ordre de bataille 4 batalionu celnego w Sosnowicach na dzień 1 czerwca 1921 | Ordre de bataille 4 batalionu celnego w Sosnowicach na dzień 1 czerwca 1921 | Ordre de bataille 4 batalionu celnego w Sosnowicach na dzień 1 czerwca 1921 | Ordre de bataille 4 batalionu celnego w Sosnowicach na dzień 1 czerwca 1921 |
| kompania                                                                    | 1. Bobrowniki                                                               | 2. Hutki                                                                    | 3. Czeladź                                                                  | 4. Gniazdów                                                                 |
| --------------------------------------------------------------------------- | --------------------------------------------------------------------------- | --------------------------------------------------------------------------- | --------------------------------------------------------------------------- | --------------------------------------------------------------------------- |
| dowódcy                                                                     | ppor. Bronisław Popiel                                                      | ppor. Wacław Zabiełło                                                       | ppor. Aleksander Brak                                                       | ppor. Bazyli Pigiel                                                         |
| placówki                                                                    | Żychcice                                                                    | Rudnik Mały                                                                 | Modrzejów                                                                   | Zendek                                                                      |
| placówki                                                                    | Bobrowniki                                                                  | Starcza                                                                     | Radocha                                                                     | Cynków                                                                      |
| placówki                                                                    | Wymysłów                                                                    | Hutki                                                                       | Leśniczówka                                                                 | Gniazdów                                                                    |
| placówki                                                                    | Niezdara                                                                    | Leśniaki                                                                    | Milowice                                                                    | Mżyki                                                                       |
| placówki                                                                    | Przysiek                                                                    | Czteropopy                                                                  | Sitarze                                                                     | Sielec                                                                      |
| placówki                                                                    |                                                                             |                                                                             | Czeladź                                                                     | Huczka                                                                      |
| placówki                                                                    |                                                                             | Boleradz                                                                    |                                                                             |                                                                             |
| placówki                                                                    |                                                                             | Jowisz                                                                      |                                                                             |                                                                             |
| OdeB 4 batalionu celnego w Ostrowy na dzień 1 grudnia 1921:                 |                                                                             |                                                                             |                                                                             |                                                                             |
| kompania                                                                    | 1. Zendek                                                                   | 2. Hutki                                                                    | 3. Herby                                                                    | 4. Gniazdów                                                                 |
| placówki                                                                    | Lubicz-Cynków                                                               | Leśniaki                                                                    | Łepki                                                                       | Huciska                                                                     |
| placówki                                                                    | Zendek                                                                      | Hutki                                                                       | Herby                                                                       | Siedlec                                                                     |
| placówki                                                                    | Przysiek                                                                    | Starcza                                                                     |                                                                             | Mżyki                                                                       |
| placówki                                                                    | Kocot                                                                       | Rudnik Mały                                                                 | Cztery Kopy                                                                 | Gniazdów                                                                    |
| placówki                                                                    |                                                                             |                                                                             | Cynków                                                                      |                                                                             |
| OdeB 4 batalionu celnego w Miejszogole na dzień 1 października 1922:        |                                                                             |                                                                             |                                                                             |                                                                             |
| kompania                                                                    | 1. Kiejdaniele                                                              | 2. Burkile                                                                  | 3. Jawniuny                                                                 | 4. Bujwidy                                                                  |
| placówki                                                                    | Podubinka                                                                   | Wesołowka                                                                   | Plikiszki                                                                   | Guderost                                                                    |
| placówki                                                                    | Pokirna                                                                     | Maksztyszki                                                                 |                                                                             | Kiernówka                                                                   |
| placówki                                                                    | Bildziuny                                                                   | Burkiła                                                                     |                                                                             | Grabiały                                                                    |
| placówki                                                                    | Jakubańce                                                                   | Markuńce                                                                    | Jawniuny                                                                    | Białozoryszki                                                               |
| placówki                                                                    | Janiszki                                                                    | Elnokumpje                                                                  |                                                                             | Powasarele                                                                  |
| placówki                                                                    |                                                                             |                                                                             | Szurmańce                                                                   |                                                                             |